# Bzovská Lehôtka
Bzovská Lehôtka é um município da Eslováquia, situado no distrito de Zvolen, na região de Banská Bystrica. Tem 6,09 km² de área e sua população em 2018 foi estimada em 134 habitantes.

## Demografia
| Ano:        | 1994 | 2004    | 2014    | 2024   |
| ----------- | ---- | ------- | ------- | ------ |
| Broj ljudi: | 128  | 115     | 136     | 139    |
| Razlika:    |      | -10,15% | +18,26% | +2,20% |

| Ano:               | 2023 | 2024   |
| ------------------ | ---- | ------ |
| Número de pessoas: | 130  | 139    |
| Diferença:         |      | +6,92% |